# Maria Czaplicka
Maria Antonina Czaplicka (Varsóvia, 25 de outubro de 1884 – Bristol, 27 de maio de 1921), também conhecida como Marya Antonina Czaplicka e Marie Antoinette Czaplicka, foi uma antropóloga cultural polonesa que é mais conhecida por sua etnografia do xamanismo siberiano. A pesquisa de Czaplicka se destaca em três grandes obras: seus estudos na Aboriginal Siberia (1914); um diário de viagem publicado como My Siberian Year (1916); e um conjunto de palestras publicadas como The Turks of Central Asia (1918). A editora britânica Curzon Press republicou todos os três volumes, além de um quarto volume de artigos e cartas, em 1999.

## Primeiros anos de vida e estudos
Czaplicka nasceu no distrito de Stara Praga, em Varsóvia, em 1884, em uma família pobre da nobreza polonesa. Seus pais, Zofia Czaplicka (nascida Zawisza) e Feliks Czaplicki, ambos vieram de famílias historicamente ricas e conhecidas, mas foram forçados a se mudar de suas casas de família para a cidade para trabalhar devido à crescente agitação política na Polônia. Feliks Czaplicki acabou trabalhando para o departamento ferroviário em Varsóvia. Ela era a terceira mais velha dos cinco filhos de seus pais, Jadwiga Markowska (nascida Czaplicka), Stanisław Czaplicki, Gabriela Szaniawska (nascida Czaplicka) e Marian Czaplicki. Feliks Czaplicki encontrou emprego no que hoje é a Letônia, onde a família viveu de 1904 a 1906 antes de retornar a Varsóvia. Foi aqui que Maria Czaplicka pôde fazer o exame que lhe permitiria frequentar a universidade mais tarde na vida.
Ela começou seus estudos na Anna Jasieńska Girls' School e frequentou a escola até 1902. Ela começou seus estudos no ensino superior com a chamada Universidade Itinerante (mais tarde Wyższe Kursy Naukowe), uma instituição clandestina de ensino superior na Polônia controlada pela Rússia. Ela se sustentou com uma série de empregos mal pagos, como professora na Łabusiewiczówna Girls' School, secretária e companheira de uma dama. Ela também era conhecida por suas palestras na University for Everyone (1905–1908) e na Sociedade de Cultura Polonesa. Ela também escreveu poesia, sendo publicada na revista Odrodzenie de Varsóvia. Enquanto lutava contra uma doença, ela passou um tempo em Zakopane, onde trabalhou para a Sociedade Pedológica enquanto escrevia Olek Niedziela, um romance para crianças centrado na educação. Em 1910 tornou-se a primeira mulher a receber uma bolsa Mianowski, podendo assim continuar os seus estudos no Reino Unido.
Ela deixou a Polônia em 1910. Acometida de apendicite no final de março de 1911, ela foi internada no St Batholomew's Hospital em Londres, e operada pelo Dr. Józef Handelsman. Ela continuou seus estudos na Faculdade de Antropologia da London School of Economics sob Charles G. Seligman, e no Somerville College, Oxford sob RR Marett, graduando-se na School of Anthropology em 1912. Marett a encorajou a usar suas habilidades no idioma russo em uma revisão da literatura sobre tribos nativas da Sibéria, que se tornou seu livro Aboriginal Siberia, publicado em 1914. Em 1914, tornou-se membro da Royal Anthropological Society, e também esteve envolvida com a British Association for the Advancement of Science, apresentando pesquisas centradas na conexão entre religião e meio ambiente na Sibéria. Nesta fase, ela nunca havia visitado a Sibéria, mas a qualidade de sua escrita fez com que a Sibéria aborígine se tornasse a principal obra de referência em seu campo.

## Expedição Yenisei

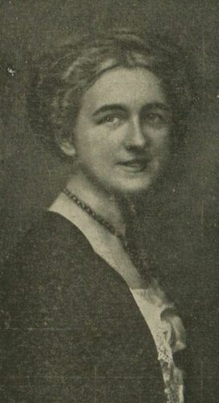
Maria Czaplicka, foto de 1919

Marett pretendia que o trabalho relatado na Sibéria aborígene de Czaplicka fosse a base para o trabalho de campo na Sibéria. Em maio de 1914, ela começou esse trabalho de campo, parcialmente financiado pela Mary Ewart Traveling Scholarship concedida pelo Somerville College, liderando uma expedição conjunta da Universidade de Oxford e da equipe do Museu de Arqueologia e Antropologia da Universidade da Pensilvânia. Juntamente no museu com a ornitóloga inglesa Maud Doria Haviland, a pintora inglesa Dora Curtis e Henry Usher Hall, ela chegou à Rússia pouco antes do início da Primeira Guerra Mundial. Depois que a guerra começou, Czaplicka e Hall decidiram continuar sua expedição enquanto os outros decidiram voltar para o Reino Unido. Czaplicka e Hall (acompanhados por Michikha, uma mulher tungus) passaram o inverno inteiro viajando ao longo das margens do rio Yenisei através do Oryol: mais de 3,000 km (1,900 mi) completamente.
Czaplicka preparou várias centenas de fotografias de pessoas da Sibéria, bem como inúmeras notas sobre antropometria e seus costumes. Czaplicka também recebeu fundos do Comitê de Antropologia do Museu Pitt Rivers em Oxford para coletar espécimes da Sibéria; 193 objetos foram doados por Czaplicka para a coleção asiática do museu. Além disso, ela coletou espécimes botânicos para o Fielding-Druce Herbarium. Especula-se que as gravações das muitas línguas que eles encontraram durante sua expedição foram produzidas em cilindros de cera, mas isso não foi comprovado e as gravações não são muito conhecidas e provavelmente nunca passaram por processamento acadêmico se fossem trazidas de volta ao universidade. Os resultados gerais da expedição foram modestos, algo que os historiadores atribuem à natureza do estudo e às muitas lutas financeiras e políticas enfrentadas pela equipe durante a viagem.
Ela também era conhecida por suas críticas ao termo "histeria ártica" para se referir à perspectiva ocidental da apresentação de doenças nervosas. Ela encoraja o relativismo cultural, o que significa que aspectos de uma cultura não devem ser vistos e julgados através das lentes de uma cultura diferente quando se trata dessa situação. Ela descreve que o que os acadêmicos ocidentais chamavam de "histeria" era visto por uma lente muito diferente nas culturas siberianas. Tudo isso fazia parte de seus trabalhos estudando o Xamanismo na Sibéria.

## Retorno à Inglaterra e morte
Czaplicka retornou à Inglaterra em 1915. Ela escreveu um diário de sua viagem intitulado My Siberian Year, que foi publicado em 1916 pela Mills & Boon (em sua série de não-ficção "My Year"); o livro tornou-se muito popular. Em 1916, ela também se tornou a primeira professora de antropologia na Universidade de Oxford, apoiada pelo Mary Ewart Trust. Ela deu palestras sobre as nações da Europa Central e Oriental, bem como sobre os hábitos das tribos siberianas. Ela também falou sobre questões polonesas, incluindo a disposição pós-guerra de Danzig.
Em 1920, seu trabalho foi homenageado com um Murchison Grant da Royal Geographical Society, "por seu trabalho etnográfico e geográfico no norte da Sibéria". Apesar desse triunfo, seu futuro financeiro ainda era inseguro. Sua bolsa de três anos em Oxford expirou em 1919, ela obteve uma posição de professora temporária em antropologia no Departamento de Anatomia da Universidade de Bristol.
Em 1921, ela não conseguiu obter a Albert Kahn Traveling Fellowship que ela esperava, e em maio daquele ano ela se envenenou. O Senado da Universidade de Bristol expressou seu pesar e "apreciação pela perda para a Universidade de um membro tão distinto de sua equipe". Czaplicka está enterrada no Cemitério de Wolvercote em Oxford.

## Legado
Em um testamento escrito meses antes de morrer, Czaplicka deixou suas notas e relatórios para seu colega Henry Usher Hall. Embora ela nunca tenha se casado, foram levantadas questões sobre o relacionamento entre Hall e Czaplicka, e se ela tinha sentimentos por ele. Hall havia se casado nos Estados Unidos mais ou menos na mesma época do suicídio de Czaplicka; não se sabe se o casamento de Hall levou Czaplicka a se matar. Depois que Hall morreu em 1944, alguns dos primeiros trabalhos de Czaplicka foram doados ao Museu da Universidade da Pensilvânia, mas pelo menos um relatório e um manuscrito parcial podem ser perdidos. Seus trabalhos primários estão arquivados no Somerville College, Oxford. Os museus poloneses guardam algumas cartas particulares de Czaplicka para Bronisław Malinowski e Władysław Orkan, um dos poetas poloneses mais proeminentes da época.
Após sua morte em 1971, Barbara Aitkin, uma estudante de Marett e amiga de Czaplicka, homenageou Czaplicka com um fundo no Somerville College. Em 2015, o Museu Pitt Rivers em Oxford realizou uma pequena exposição intitulada "Meu Ano Siberiano, 1914-1915" para comemorar o 100º aniversário da expedição de Czaplicka à Sibéria.

## Obras publicadas
- Aboriginal Siberia: A Study in Social Anthropology. Oxford: Clarendon Press, 1914. (em inglês)
- Shamanism in Siberia. Oxford at the Clarendon Press, 1914. (em inglês)
- The Influence of Environment upon the Religious Ideas and Practices of the Aborigines of Northern Asia. Folklore. 25. pp. 34–54. 1914. (em inglês)
- "The Life and Work of N.N. Miklubo-Macklay". Man. 14. pp. 198–203, 1914. (em inglês)
- My Siberian Year. London, Mills and Boon, 1916. (em inglês)
- "Tribes of the Yenisei. The Oxford Expedition". Times Russian Supplement. 13. p. 6. 18 September 1915. (em inglês)
- Siberia and some Siberians Journal of the Manchester Geographical Soc. 32. pp. 27–42. 1916. (em inglês)
- The Siberian Colonist or Sibiriak In W. Stephens ed. The Soul of Russia. London: Macmillan. 1916 (em inglês)
- On the track of the Tungus. Scottish Geographical Magazine. 33. pp. 289–303. 1917. (em inglês)
- "Ostyaks". Encyclopædia of Religion and Ethics. volume 9. pp. 289–303. 1917 (em inglês)
- "The Evolution of the Cossack Communities". Journal of the Central Asian Society. 5. pp. 42–58. 1918. (em inglês)
- "A plea for Siberia". New European. 6. pp. 339–344. 1918. (em inglês)
- The Turks of Central Asia in History and at the Present Day, An Ethnological Inquiry into the Pan-Turanian Problem, and Bibliographical Material Relating to the Early Turks and the Present Turks of Central Asia. Oxford: Clarendon Press. 1918. (em inglês)
- "Poland". The Geographical Journal. 53:36. 1919. (em inglês)
- "Samoyed". Encyclopædia of Religion and Ethics. volume 11. pp. 172–177. 1920 (em inglês)
- "Siberia, Siberiaks, Siberians". Encyclopædia of Religion and Ethics. volume 11. pp. 488–496. 1920 (em inglês)
- The Ethnic versus the Economic Frontiers of Poland. Scottish Geographical Magazine. 36. pp. 10–16. 1920. (em inglês)
- "History and Ethnology in Central Asia". Man. 21. pp. 19–24. 1921. (em inglês)
- "Tungus". Encyclopædia of Religion and Ethics. volume 12. pp. 473–476. 1921 (em inglês)
- "Turks". Encyclopædia of Religion and Ethics. volume 12. pp. 476–483. 1921 (em inglês)